# Brzegi (rejon samborski)
Brzegi (ukr. Береги) – wieś na Ukrainie w rejonie samborskim obwodu lwowskiego.